# الإسلام في الدولة العثمانية
الإسلام في الدولة العثمانية، كان الإسلام السنِّي هو الدين الرسمي للدولة العثمانية، وبعد هزيمة المماليك 1517م، تولى السلطان العثماني سليم الأول أعلى منصب في الإسلام، وهو الخلافة، وأسس الخلافة العثمانية بعد أن تنازل له الخليفة الصوري الذي لم يملك ولم يحكم، المتوكل على الله الثالث، آخر خليفة عباسي.
وكان على السلطان أن يكون مسلمًا متدينًا، لكي يُمنح السلطة الفعلية للخلافة. بالإضافة إلى ذلك، كان لرجال الدين السنة نفوذ هائل على الحكومة، وكانت سلطتهم محورية في تنظيم الاقتصاد. ورغم كل هذا، كان للسلطان أيضًا الحق في إصدار المرسوم، وتطبيق قانون يُسمى "القانون" باللغة التركية. كما كان هناك منصب ديني أعلى يُسمى "شيخ الإسلام". أما الأقليات، وخاصة المسيحيين واليهود، فقد فُرضت عليهم الجزية، وهي ضريبة بسيطة مفروضة في الإسلام.

## ملة الإسلام
كانت المِلّة المسلمة مجتمعًا دينيًا في الدولة العثمانية، تضم رعايا اعتنقوا الإسلام،  بغض النظر عن طائفتهم الإسلامية.  
تم تقسيم السكان في الدولة إلى مجتمعات دينية: مسلم وكفري، بما في ذلك المجتمعات الدينية المعترف بها قانونًا (الملل)، وكانت المجموعة الرائدة هي ما يسمى بالملة المسلمة .  
أشارت الوثائق الرسمية للدولة العثمانيةإلى الهوية الدينية للرعايا، والتي تم تحديدها من خلال: المسلمون وغير المسلمين، أو أهل الإيمان والكفار.
بالنسبة للنبلاء العثمانيين، كانت لديهم خلفية عرقية متنوعة للغاية، وكان مصطلح "تركي" مصطلحًا مسيئًا، وكانت هويتهم عثمانية.
وفي إطار سياسة الإصلاحات المؤيدة لأوروبا ، أنشأت الحكومة الرسمية في الدولة مصطلح العثمانيين ، الذي أشار إلى جميع رعايا الدولة العثمانية، وكانت هذه محاولة لاستبدال المصطلح الديني للهوية (المِلّة) بالمصطلح السياسي (العثماني). ومع ذلك، لم يتم اعتماد مصطلح "الترك" للدلالة على الهوية الوطنية رسميًا وفرضه إلا مع تأسيس الجمهورية التركية بعد الحرب العالمية الأولى.

## القوانين
لم يعترف القانون العثماني بمفاهيم مثل العرق أو المواطنة. وبهذه الطريقة، يتمتع المسلم من أي عرق بالحقوق والامتيازات نفسها. وفي ظل هذه الظروف، نظر العرب المسلمون إلى الدولة العثمانية باعتبارها دولة إسلامية متجددة. 

## أركان الإسلام
أركان الإيمان الخمسة:
- شهادة ألا إله إلا الله وأن محمداً عبده ورسوله.
- الصلاة.
- الزكاة.
- صوم شهر رمضان.
- الحج، لمن استطاع إليه سبيلا.

## العقيدة والمذهب
منذ تأسيس الدولة العثمانية، حُدِّد القانون والحياة الدينية وفقًا للمذهب الحنفي وهو أحد المدارس في الفقه الإسلامي. أما في العقيدة، فقد اعتُمد المذهب الماتريدي على نطاق واسع، مسيطرًا على المدارس الدينية الإسلامية. وقد استخدم كلٌّ من الماتريدي والأشعري علم الكلام لفهم القرآن والحديث النبوي الشريف المبادئ والأحكام الإسلامية على الفتاوى.
|  |  |